# Stegastes arcifrons
Stegastes arcifrons е вид лъчеперка от семейство Pomacentridae.

## Разпространение
Видът е разпространен в Еквадор, Колумбия и Коста Рика.